# Борзиг, Август
Иоганн Фридрих Август Борзиг (нем. Johann Friedrich August Borsig; 23 июня 1804, Бреслау, — 6 июля 1854, Берлин) — немецкий предприниматель, основатель заводов Борзига.

## Биография
Август Борзиг родился в семье кирасира и плотника Иоганна Георга Борзига. Он обучался ремеслу своего отца, а также учился в Королевской провинциальной школе архитектуры и искусств, а затем до осени 1825 года в Королевском ремесленном институте в Берлине.
Практические знания по машиностроению Борзиг приобрёл на чугунолитейном производстве у Франца Антона Эгельса. Одной из первых работ, порученных Борзигу, стал монтаж паровой машины в силезском Вальденбурге. Успешно выполнив заказ, Борзиг получил место руководителя производства, которое занимал в течение 8 лет. В 1828 году Август Борзиг женился на Луизе Паль (нем. Louise Pahl), и спустя год у него родился единственный сын Альберт.

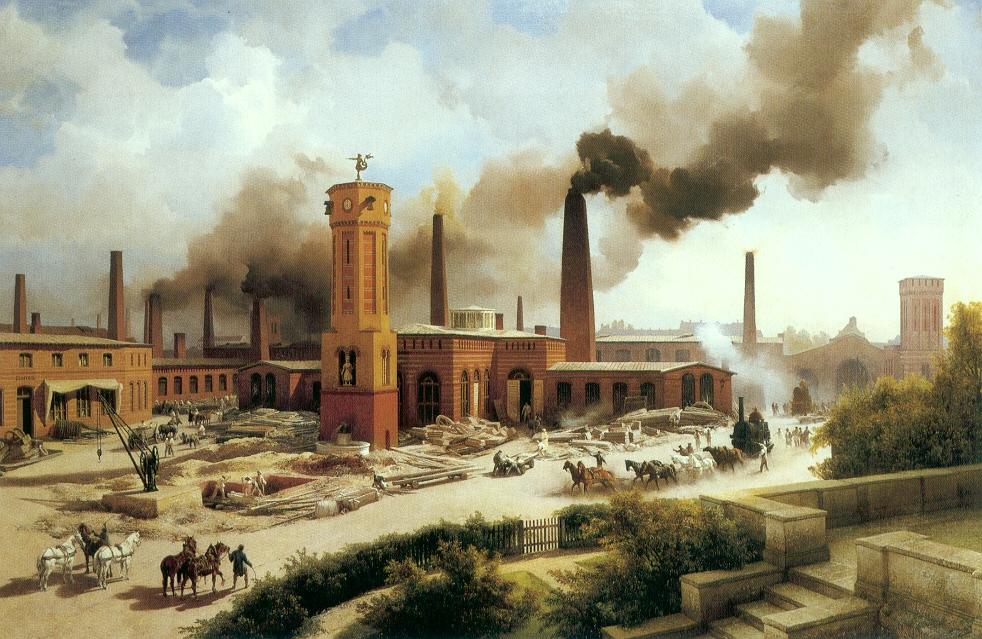
Машиностроительная компания Борзига. 1847

В 1836 году Борзиг вложил свои сбережения в покупку земельного участка на Шоссейной улице (нем. Chausseestraße) у Ораниенбургских ворот в Берлине и основал собственную машиностроительную компанию. Дата основания отмечается 22 июля 1837 года, когда была отлита первая партия чугуна.
В начальный период Борзиг выпускал паровые машины для собственного потребления и станки для других предприятий, а также занимался чугунным и художественным литьём, но вскоре его интерес обратился к локомотивостроению. К 1843 году прусские железные дороги заказали у Борзига 18 паровозов, а в 1844 году Борзиг представил на Берлинской промышленной выставке уже свои локомотивы Beuth.
Компания Борзига быстро росла благодаря развитию железных дорог в Германии. В 1847 году началось строительство металлургического завода в Моабите, который вступил в эксплуатацию в 1849 году. В 1850 году Борзиг прикупил машиностроительное предприятие и металлургическое производство на Кирхштрассе в Берлине. На трёх предприятиях в Берлине работало около 1800 человек, что в те времена было крупным производством.

## Август Борзиг как человек

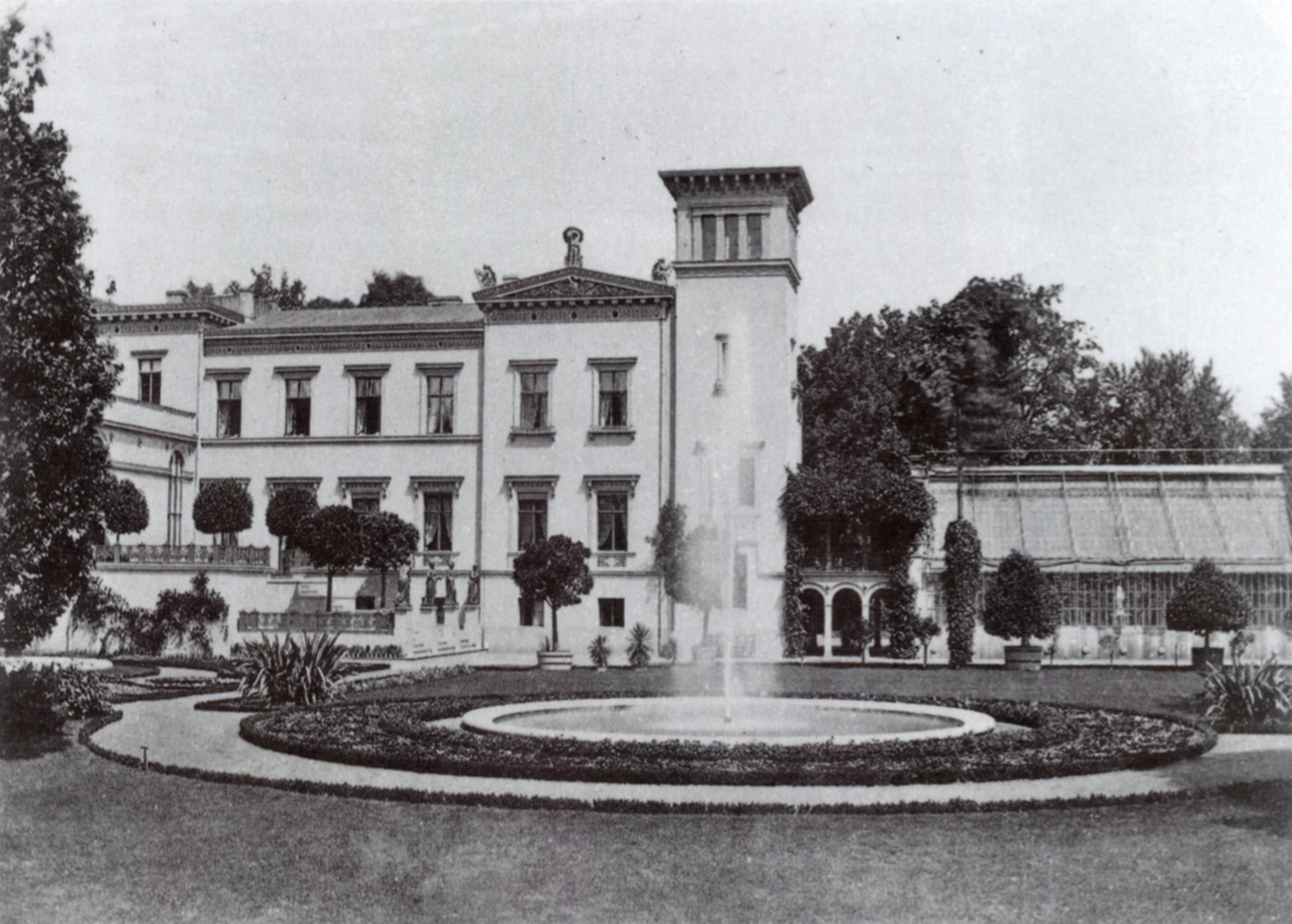
Вилла Борзига в берлинском Моабите, до 1867

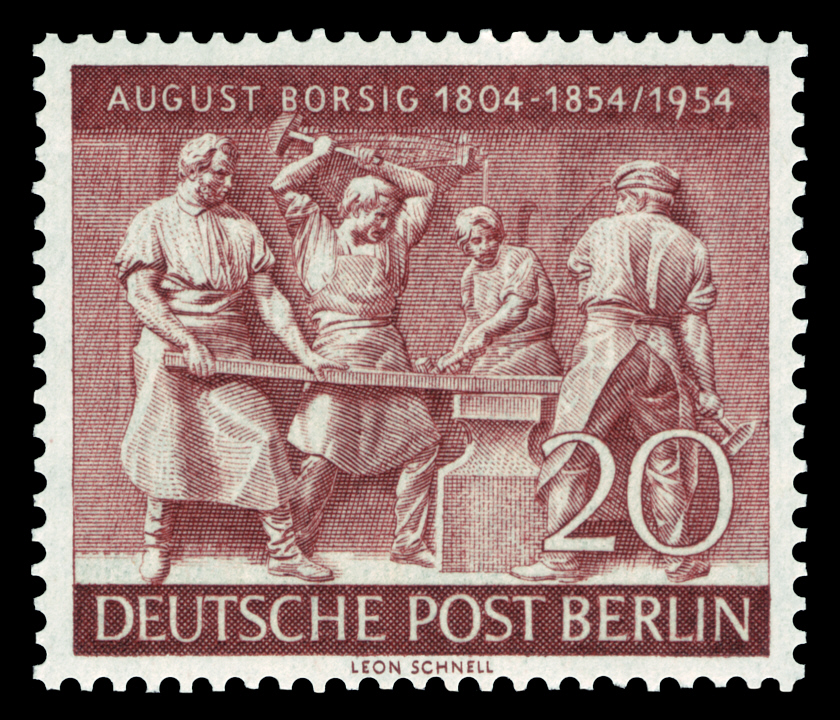
Почтовая марка, посвящённая 100-летию со дня смерти Борзига

Август Борзиг считался строгим, но справедливым начальником и энергичным человеком. Для своих работников он учредил больничную и сберегательную кассы. На заводе функционировали учебные помещения, столовая и душевая с плавательным бассейном. С ростом числа заказов увеличивалось богатство Борзига, и вскоре из бедного бреслауского рыцаря удачи он превратился в богатого, не чуждого роскоши предпринимателя и одновременно мецената. К сожалению, ему не удалось вдоволь насладиться своим богатством. На пике своего могущества он умер 6 июля 1854 года и был похоронен на Доротеенштадтском кладбище. Надгробие было выполнено архитектором Генрихом Штраком.